# Rem Vjachirev

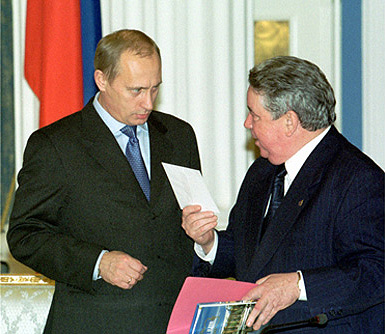
Rem Vjarichev (r) en Vladimir Poetin (2001)

Rem Ivanovitsj Vjachirev (Russisch: Рем Иванович Вяхирев) (Bolsjaja, oblast Koejbysjev, 23 augustus 1934 – 11 februari 2013) was voorzitter van de raad van bestuur van het Russische gasbedrijf Gazprom. Hij was een van de oudste van de zogenaamde Russische oligarchen.
Zijn voornaam Rem is een acroniem van de woorden Revolutie, Engels en Marx, zoals wel vaker gedaan werd in de Sovjet-Unie.
Hij studeerde af aan het Polytechnisch instituut van Koejbysjev in 1961 en begon zijn carrière in de Sovjet-Unie binnen het bedrijf Koejbysjevneft, waarna hij in 1970 begon te werken voor Mingazprom, het ministerie voor aardgas. Van 1983 tot 1985 was hij viceminister van Mingazprom en was tegelijkertijd hoofd van Mingazproms afdeling in oblast Tjoemen. Van 1986 tot 1989 was hij eerste viceminister van Mingazprom en vanaf 1989 vicevoorzitter van staatsbedrijf Gazprom. Hij volgde in 1992 Viktor Tsjernomyrdin op, die toen premier van Rusland werd.
In 1994 werd Gazprom gedeeltelijk geprivatiseerd, waarbij Vjachirev ervoor zorgde dat de Gazprom-managers zo'n 30% van de aandelen in handen kregen. De overheid had een groter belang, maar had nauwelijks bemoeienis met de bedrijfsvoering. Hij kon Gazprom besturen alsof het zijn eigen bedrijf was. Hij sluisde miljarden weg naar zichzelf en zijn familie, zo werden diverse gasvelden, met een waarde van US$ 185 miljoen, doorgesluisd naar Sibneftegaz, een onderneming in handen van familieleden van Vjahirev. Tijdens de Russische presidentsverkiezingen van 1996 steunde hij Boris Jeltsin. In 1998 werd hij aangeklaagd door premier Sergej Kiriejenko voor 2,5 miljard aan achterstallige belastingen, maar Kiriejenko kwam in conflict met een andere oligarch (Berezovski), die ervoor zorgde dat hij werd vervangen als premier. In 2000 steunde hij Vladimir Poetin in de Russische presidentsverkiezingen van 2000. In 2001 werd hij echter afgezet door president Poetin, die zich dat jaar begon bezig te houden met het bedrijf, en werd vervangen door Poetins vertrouweling Aleksej Miller. In 2004 werd zijn vermogen geschat op US$ 1,2 miljard door het Amerikaanse zakenblad Forbes.
Hij overleed op 11 februari 2013. Hij heeft twee kinderen, Yuri en Tatjana.